# مارجاريته باجشو
مارجاريته باجشو (بالإنجليزية: Margarete Bagshaw)‏ هي رسامة أمريكية، ولدت في 11 ديسمبر 1964 في ألباكركي في الولايات المتحدة، وتوفيت في 19 مارس 2015.